# Castelo de Évora Monte
O Castelo de Évora Monte, também conhecido como Castelo de Evoramonte, localiza-se na freguesia de Évora Monte, município de Estremoz, distrito de Évora, no Alentejo, em Portugal.
Erguido em um dos pontos mais elevados da serra de Ossa, no centro da povoação, do alto de seus muros domina-se uma grande extensão em derredor, até ao Castelo de Estremoz.
O castelo e a cerca da vila foram considerados como Monumento Nacional por Decreto publicado em 23 de Junho de 1910.

## História
Acredita-se que a primitiva ocupação humana deste sítio remonta à pré-história.

### Idade Média

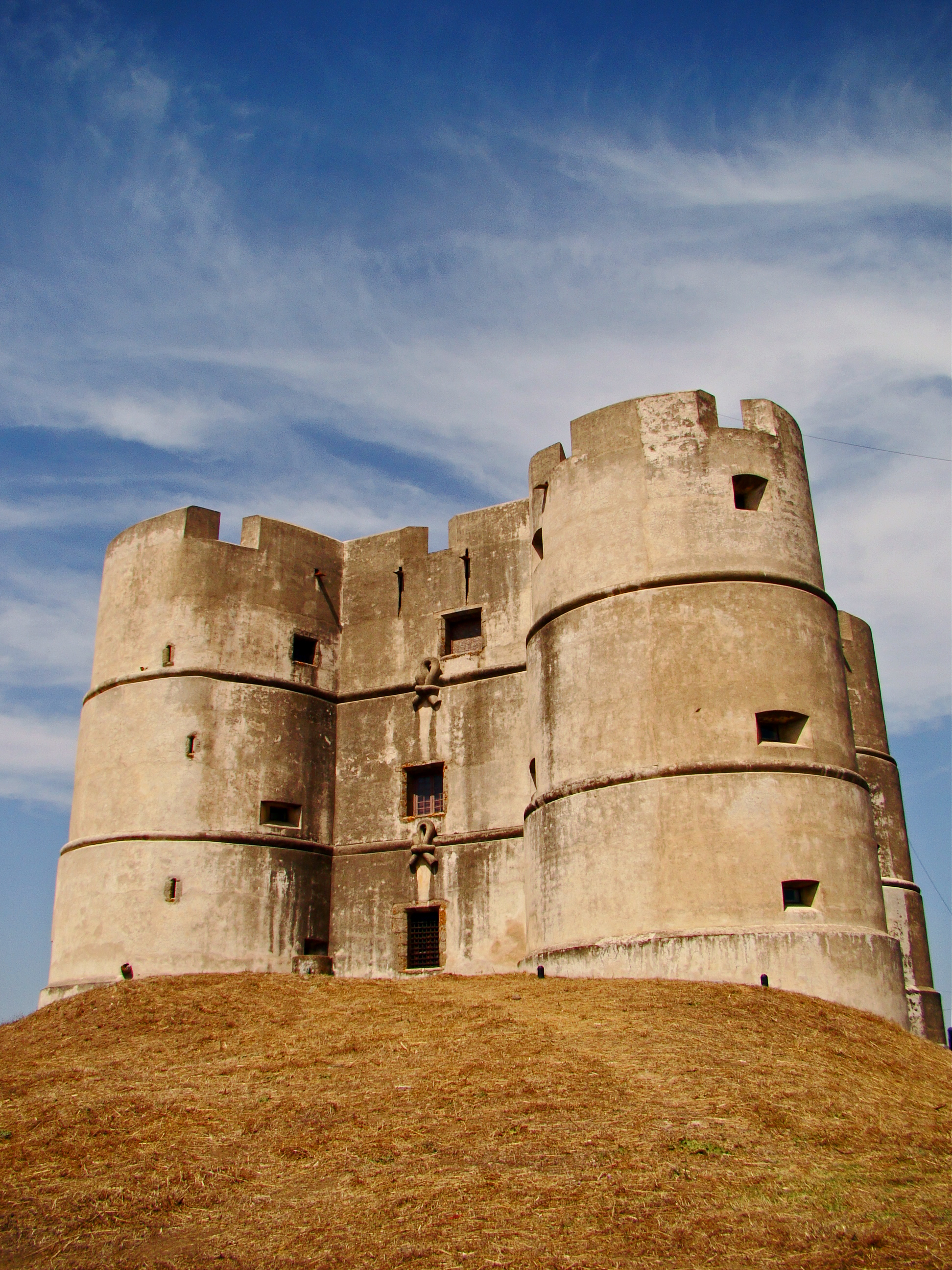

À época da Reconquista cristã da Península Ibérica, a povoação foi conquistada aos mouros pelas forças portuguesas comandadas por Geraldo sem Pavor, por volta de 1160, ocasião em que o castelo terá tido início.
As suas defesas foram recuperadas por determinação de D. Afonso III, soberano que lhe outorgou o primeiro foral em 1248, renovado em 1271. Estas tentativas de povoamento, entretanto, não parecem ter sido bem sucedidas, uma vez que seu sucessor, D. Dinis, ordenou a fortificação da vila em 1306, dele nos tendo chegado a cerca e as portas.
Com a ascensão de D. João, Mestre de Avis ao trono, o Castelo de Évora Monte e seus domínios passaram para a posse do Condestável D. Nuno Álvares Pereira, vindo posteriormente a integrar os domínios da Casa de Bragança.
No início da Idade Moderna, o rei D. Manuel concedeu Foral Novo à vila em 1516, iniciando-lhe nova etapa construtiva. Ficando a torre de menagem do antigo castelo destruída pelo sismo de 1531, no ano seguinte, sob a direção do alcaide-mor, D. Teodósio de Bragança, é reedificado na forma de um paço de inspiração renascentista italiana, com risco atribuído aos arquitetos Diogo e Francisco de Arruda.
O paço tem planta quadrangular, muito compacta, com quatro torres tronco-cónicas nos ângulos. Tem três sobrados abobadados com nervuras, areastas, e quatro colunas centrais independentes e ornamentadas. As do piso térreo são "torsas", definindo um partido estético ainda manuelino. O terraço, com merlões largos e expandidos, destinava-se a plataforma de tiro de artilharia, podendo ter sido construído de forma experimental.

### Do século XIX aos nossos dias
A povoação e seu castelo perderam importância estratégica ao longo dos séculos. Aqui foi assinada a Convenção de Évora Monte (26 de Maio de 1834) encerrando as Guerras Liberais. Finalmente, a 24 de outubro de 1855 o seu concelho foi definitivamente extinto, e o seu antigo termo repartido pelos concelhos vizinhos de Estremoz, Évora, Arraiolos e Redondo.
Os trabalhos de consolidação e restauro iniciaram-se ao final da década de 1930 prosseguindo na de 1940. Novas campanhas de intervenções sucederam-se de 1971 a 1987, conferindo ao monumento o seu atual aspecto.
Em 2021, deixou de ser tutelado pelo Governo passando para a responsabilidade da Câmara.

## Características
O castelo, em alvenaria de pedra e cantaria de granito, apresenta planta quadrangular, com torreões circulares nos vértices, misturando elementos dos estilos gótico e renascentista de inspiração italiana. Internamente divide-se em três pavimentos, com tetos em abóbada, assentes em pilares de cantaria. Nos torreões mais largos na base do que no topo, rasgam-se viseiras. Os panos são ornados com nós esculpidos em pedra, típicos do estilo manuelino.